# Vincenzo Alberto Annese
Vincenzo Alberto Annese (Bisceglie, 22 september 1984) is een Italiaans voormalig profvoetballer en huidig voetbaltrainer.